# 米特里-莫里
米特里-莫里（法語：Mitry-Mory，法語發音：[mitʁi mɔʁi] ⓘ），法国中北部城市，法兰西岛大区塞纳-马恩省的一个市镇，隶属于莫城区，其市镇面积为30平方公里，2022年1月1日时人口数量为20,393人，在法国城市中排名第461位。
米特里-莫里位于塞纳-马恩省西北部，西侧与塞纳-圣但尼省接壤，其市镇范围西北侧约六分之一的土地被巴黎戴高乐机场占领。米特里-莫里是巴黎东北部的一个郊区卫星城，法兰西岛大区快铁B线的米特里-克莱站位于其境内。

## 地名来源
“米特里”和“莫里”一名最初以拉丁语“Mintriacum”和“Mauracum”的形式被记载，这两个地名分别来源于Mintrius和Mauris两个领主。

## 历史

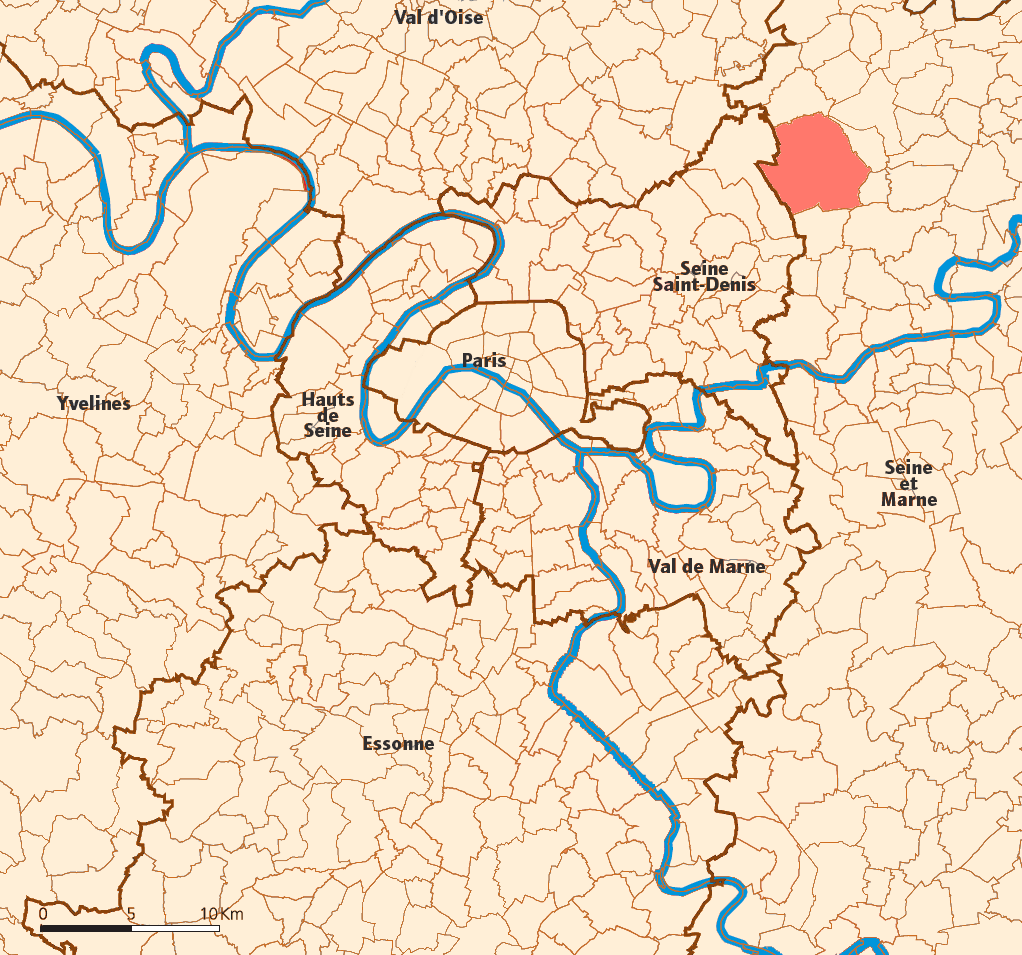
米特里-莫里在大巴黎都会区附近的位置

米特里-莫里于1839年由米特里（Mitry）和莫里（Mory）两个市镇合并而成，市政府驻地位于米特里。
米特里和莫里的早期历史尚不清楚。根据当地官方网站的论述，约公元12世纪时，达马尔坦伯爵在米特里修建了一处疗养院和神学院，1698年，雅克-贝尼涅·博须埃又在此修建了两处慈善院以接纳贫困儿童；莫里则长期为一处普通农业村落。法国大革命后，米特里和莫里均成为塞纳-马恩省的市镇。1815年，直通巴黎市区的乌尔克运河被打通。
米特里-莫里自20世纪后起得到快速发展，在此之前，途径此地的巴黎－伊尔松铁路已于1861年建成通车，并在米特里-莫里境内建有“米特里-克莱火车站”，19世纪末又建成了“新米特里火车站”。20世纪20年代，随着铁路运输的发展，米特里-克莱及新米特里火车站附近出现了铁路工人社区，当地人口数量逐年增加。第二次世界大战期间，米特里-莫里被纳粹德军控制，其火车站被用作运输犹太人及战俘前往集中营的口岸。二战后，随着巴黎的城市扩张以及通勤列车的开行，米特里-莫里被规划成为巴黎的一个郊区卫星城，当地出现了大批集中式居民建筑。1970年，米特里-莫里西北部区域被征用为巴黎戴高乐机场。1981年，途径米特里-莫里的法兰西岛大区快铁B线建成通车。2019年，前法国总统弗朗索瓦·奥朗德曾参观米特里-莫里的一所初级中学。

## 地理

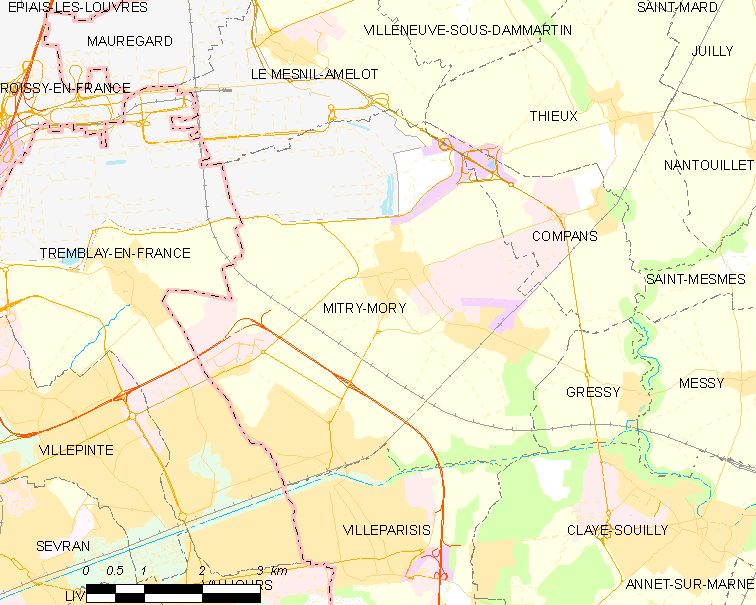
米特里-莫里市镇范围地图

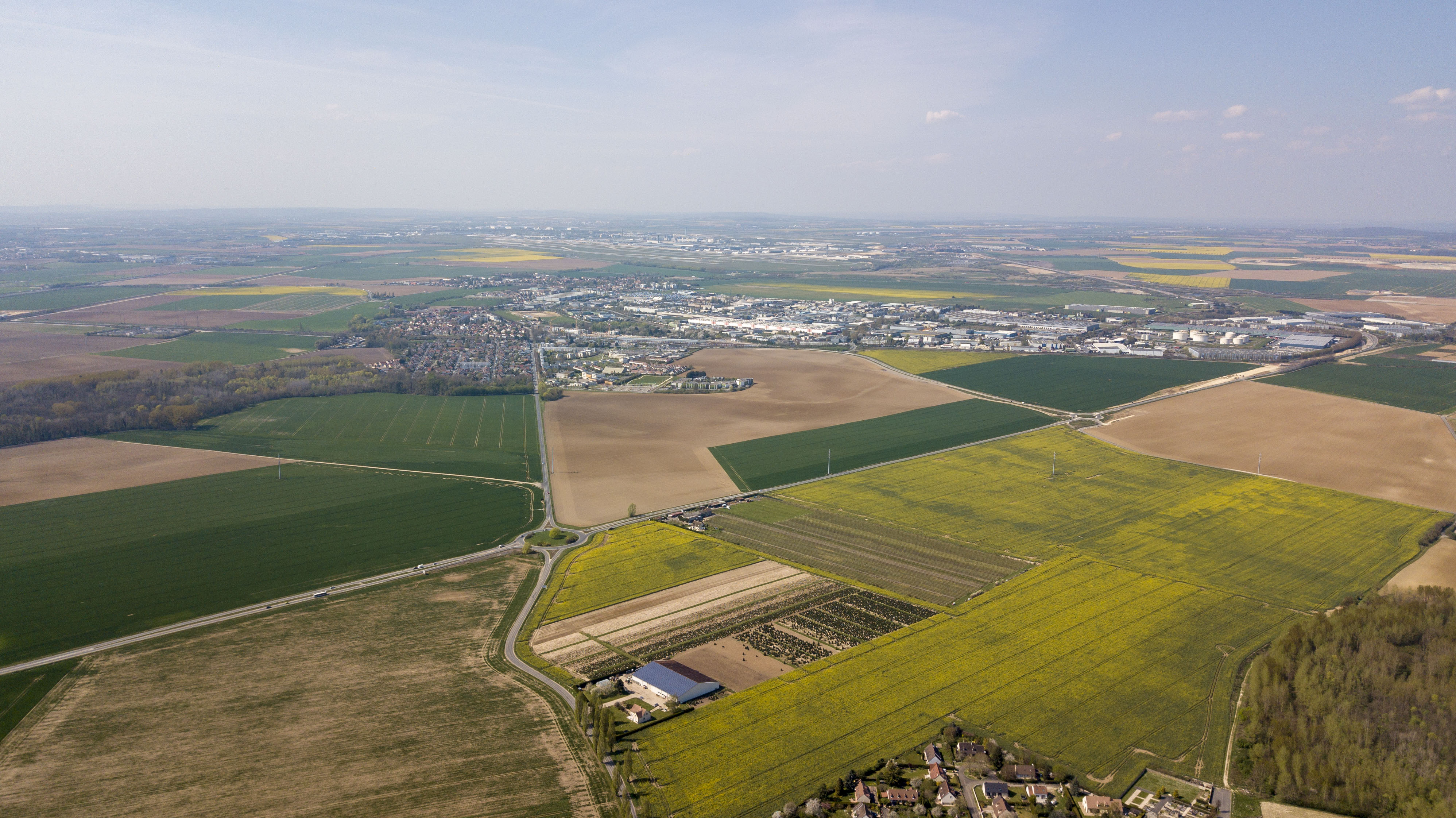
航拍米特里-莫里

米特里-莫里位于法国中北部，法兰西岛大区东北部和塞纳-马恩省西北部，距离省会默伦大约56公里。与米特里-莫里接壤的市镇包括：维勒帕里西、法兰西地区特朗布莱、克莱-苏伊、孔庞、格雷西、勒梅尼勒阿姆洛。

### 地形
米特里-莫里位于巴黎盆地腹地，境内以平原为主，市镇中心地势较为平坦，东部略有起伏，全境海拔在53到106米之间。

### 水文
米特里-莫里位于塞纳河流域，人工开凿的乌尔克运河从市镇范围南部过境，一条名叫“Les Cerceaux”的小溪自北向南流经市区。

### 植被
米特里-莫里属于温带阔叶混交林区，莫里谷（Val de Mory）、市府公园（Parc de la Mairie）等为当地的城市绿地，市镇范围东南部的米特里-莫里森林（Forêt régionale de Mitry-Mory）被列入大区自然保护区，穿越米特里-莫里的A104高速公路以及东部互联高速铁路两侧均建有人工植被防护带。
在鲜花城市的评比中，米特里-莫里被评为1星级鲜花城市。

### 气候
米特里-莫里在柯本气候分类法中属于温带海洋性气候。
距离米特里-莫里最近常年气象站位于梅西境内，以下为该气象站的数据（其中日照数据取自勒布尔歇）：
| 梅西1981年－2019年  | 梅西1981年－2019年 | 梅西1981年－2019年 | 梅西1981年－2019年 | 梅西1981年－2019年 | 梅西1981年－2019年 | 梅西1981年－2019年 | 梅西1981年－2019年 | 梅西1981年－2019年 | 梅西1981年－2019年 | 梅西1981年－2019年 | 梅西1981年－2019年 | 梅西1981年－2019年 | 梅西1981年－2019年 |
| 月份                | 1月                | 2月                | 3月                | 4月                | 5月                | 6月                | 7月                | 8月                | 9月                | 10月               | 11月               | 12月               | 全年               |
| ------------------- | ------------------ | ------------------ | ------------------ | ------------------ | ------------------ | ------------------ | ------------------ | ------------------ | ------------------ | ------------------ | ------------------ | ------------------ | ------------------ |
| 历史最高温 °C（°F） | 16.8 (62.2)        | 18.3 (64.9)        | 23 (73)            | 31.3 (88.3)        | 32.5 (90.5)        | 37.5 (99.5)        | 37.9 (100.2)       | 40.7 (105.3)       | 32.4 (90.3)        | 28.5 (83.3)        | 19.8 (67.6)        | 17.4 (63.3)        | 40.7 (105.3)       |
| 平均高温 °C（°F）   | 7 (45)             | 9.1 (48.4)         | 12.7 (54.9)        | 16.5 (61.7)        | 20.5 (68.9)        | 23.8 (74.8)        | 25.6 (78.1)        | 25.8 (78.4)        | 21.9 (71.4)        | 16.7 (62.1)        | 10.5 (50.9)        | 6.7 (44.1)         | 16.4 (61.5)        |
| 日均气温 °C（°F）   | 4.4 (39.9)         | 5.7 (42.3)         | 8.2 (46.8)         | 11.1 (52.0)        | 15.1 (59.2)        | 18 (64)            | 19.7 (67.5)        | 19.7 (67.5)        | 16.4 (61.5)        | 12.5 (54.5)        | 7.6 (45.7)         | 4.3 (39.7)         | 11.9 (53.4)        |
| 平均低温 °C（°F）   | 1.8 (35.2)         | 2.2 (36.0)         | 3.8 (38.8)         | 5.8 (42.4)         | 9.6 (49.3)         | 12.1 (53.8)        | 13.7 (56.7)        | 13.7 (56.7)        | 10.8 (51.4)        | 8.3 (46.9)         | 4.7 (40.5)         | 1.9 (35.4)         | 7.4 (45.3)         |
| 历史最低温 °C（°F） | −13.5 (7.7)        | −8.5 (16.7)        | −7.3 (18.9)        | −3.9 (25.0)        | 0.3 (32.5)         | 3.6 (38.5)         | 5.9 (42.6)         | 5.7 (42.3)         | 3.3 (37.9)         | −4.7 (23.5)        | −9.7 (14.5)        | −10.8 (12.6)       | −13.5 (7.7)        |
| 平均降水量 mm（）   | 60.5 (2.38)        | 49.6 (1.95)        | 57.1 (2.25)        | 52.7 (2.07)        | 68.2 (2.69)        | 62.4 (2.46)        | 62.5 (2.46)        | 56.1 (2.21)        | 55.7 (2.19)        | 65 (2.6)           | 56.4 (2.22)        | 67.4 (2.65)        | 713.6 (28.09)      |
| 月均日照時數        | 62                 | 75.1               | 125                | 165.8              | 193.3              | 206.9              | 215.7              | 206.2              | 160.2              | 111.2              | 65.1               | 50.8               | 1,637.3            |
| 来源：infoclimat.fr |                    |                    |                    |                    |                    |                    |                    |                    |                    |                    |                    |                    |                    |

## 行政区划
米特里-莫里是法国法兰西岛大区塞纳-马恩省的一个市镇，编号为77294。米特里-莫里隶属于莫城区和塞纳-马恩省第七选区，管理米特里-莫里县，同时也是鲁瓦西法兰西地区城市圈公共社区的组成部分。
米特里-莫里市镇被划为五个街区（Acacias、Briqueterie、Bourg、Cuisino、L'Orangerie），实行街区自治制度。
法国国家统计与经济研究所（简称）在进行数据统计时，将米特里-莫里划入大巴黎都会区以及巴黎城市核心区，并将包括米特里-莫里在内的1,794个市镇设为巴黎城市区。自2020年起，巴黎城市区被包含1,929个市镇的巴黎城市辐射区代替。此外，还将米特里-莫里市镇分为了7个“块区”（IRIS），以便于统计人口分布情况。

## 交通

### 公路
A104高速公路和多条塞纳-马恩省省道在米特里-莫里境内交汇。
| 巴黎 小教堂门立交 | 24 |

| 圣但尼 | 21 |

| 托尔西 | 16 |

| 默伦 | 56 |

| 莫城 | 24 |

| 萨塞勒 | 22 |

| 博比尼 | 17 |

| 谢勒 | 16 |

| 利夫里-加尔冈 | 14 |

| 苏瓦松 | 74 |

| 维莱科特雷 | 51 |

| 瓦卢瓦地区克雷皮 | 38 |

2018年，80.6%的米特里-莫里家庭拥有至少一辆私人汽车。2019年，米特里-莫里境内共发生各类交通事故42起，造成2人遇难，57人受伤。

### 铁路
米特里-莫里位于巴黎－伊尔松铁路上，其境内共有两座铁路车站，其中米特里-克莱站是法兰西岛大区快铁B线的一个起点站，同时也停靠法兰西岛大区铁路K线的列车。
东部互联高速铁路经过米特里-莫里境内，法兰西岛大区交通部门计划修建联络线连接巴黎－伊尔松铁路，从而开行巴黎机场快线。

### 航空
巴黎夏尔·戴高乐机场約有1/6的跑道在米特里-莫里的土地上，其2号航站楼距离米特里-莫里市政厅的公路里程约10公里。

### 城市公共交通
米特里-莫里是法兰西岛公共交通网的组成部分，法兰西岛大区快铁B线经过米特里-莫里，由米特里-克莱站前往巴黎北站大约需要33分钟，前往沙特雷-大堂站则需要大约37分钟；另有多条公交线路经过米特里-莫里市镇范围内。
| 途经米特里-莫里境内的主要公共交通线路 |         | |
| 类型                                  | 运营商  | 线路 |
| 快铁                                  | RATP    | ：圣雷米莱舍夫勒斯站 / 罗班松站 ↔ 当费尔-罗什罗站 ↔ 卢森堡站 ↔ 沙特雷-大堂站 ↔ 巴黎北站 ↔ 欧奈苏布瓦站 ↔ 维勒帕里西-新米特里站 ↔ 米特里-克莱站 |
| 公共汽车                              | CIF     | 3A：快铁米特里-克莱站 ↔ 盖·吕萨克 ↔ 孔庞-圣埃克絮佩里 3B：快铁米特里-克莱站 ↔ 风车磨坊 16：快铁米特里-克莱站 ↔ 风车磨坊 ↔ 市政厅 ↔ 沙托布里扬殉难者 ↔ 快铁维勒帕里西-新米特里站 22：快铁维勒帕里西-新米特里站 ↔ 市政厅 ↔ 风车磨坊 ↔ 快铁米特里-克莱站 ↔ CTCI ↔ 孔庞市政厅 ↔ 蒂约-三城 ↔ 隆佩里耶-戴高乐高级中学 23：快铁戴高乐机场1号航站楼站 ↔ 法兰西地区特朗布莱-达芬奇高级中学 ↔ 默伦广场 ↔ 快铁维勒帕里西-新米特里站 24：快铁戴高乐机场1号航站楼站 ↔ 市政厅 ↔ 风车磨坊 ↔ 快铁米特里-克莱站 ↔ CTCI ↔ 孔庞协会联盟 |
| 公共汽车                              | Apolo 7 | 3：快铁维勒帕里西-新米特里站 ↔ 维勒帕里西-邮局/法郎士 ↔ 库特里-教堂 ↔ 谢勒-古尔奈火车站 3S：快铁米特里-克莱站 ↔ 风车磨坊 ↔ 市政厅 ↔ 沙托布里扬殉难者 ↔ 快铁维勒帕里西-新米特里站 ↔ 维勒帕里西-邮局/法郎士 ↔ 丁香绽放树林 ↔ 谢勒-教育园 |
| 公共汽车                              | TVF     | 9：快铁米特里-克莱站 ↔ 巴尔扎克高级中学 ↔ 克莱-苏伊商业中心 ↔ 莫城-火车站 12：快铁米特里-克莱站 ↔ 巴尔扎克高级中学 ↔ 克莱-苏伊商业中心 ↔ 丁香树林 17：快铁米特里-克莱站 ↔ 巴尔扎克高级中学 ↔ 沙尔尼汽车站 18：快铁米特里-克莱站 ↔ 巴尔扎克高级中学 ↔ 拉罗塞 ↔ 克莱-苏伊商业中心 ↔ 克莱-苏伊公墓 |
| 公共汽车                              | (N)     | N41：巴黎-火车东站 ↔ 快铁庞坦站 ↔ 博比尼-巴勃罗·毕加索站 ↔ 利夫里-加尔冈市政厅 ↔ 快铁青雅站 ↔ 快铁维勒帕里西-新米特里站 |
| 1.                                    |         | |

## 政治

### 市政内阁

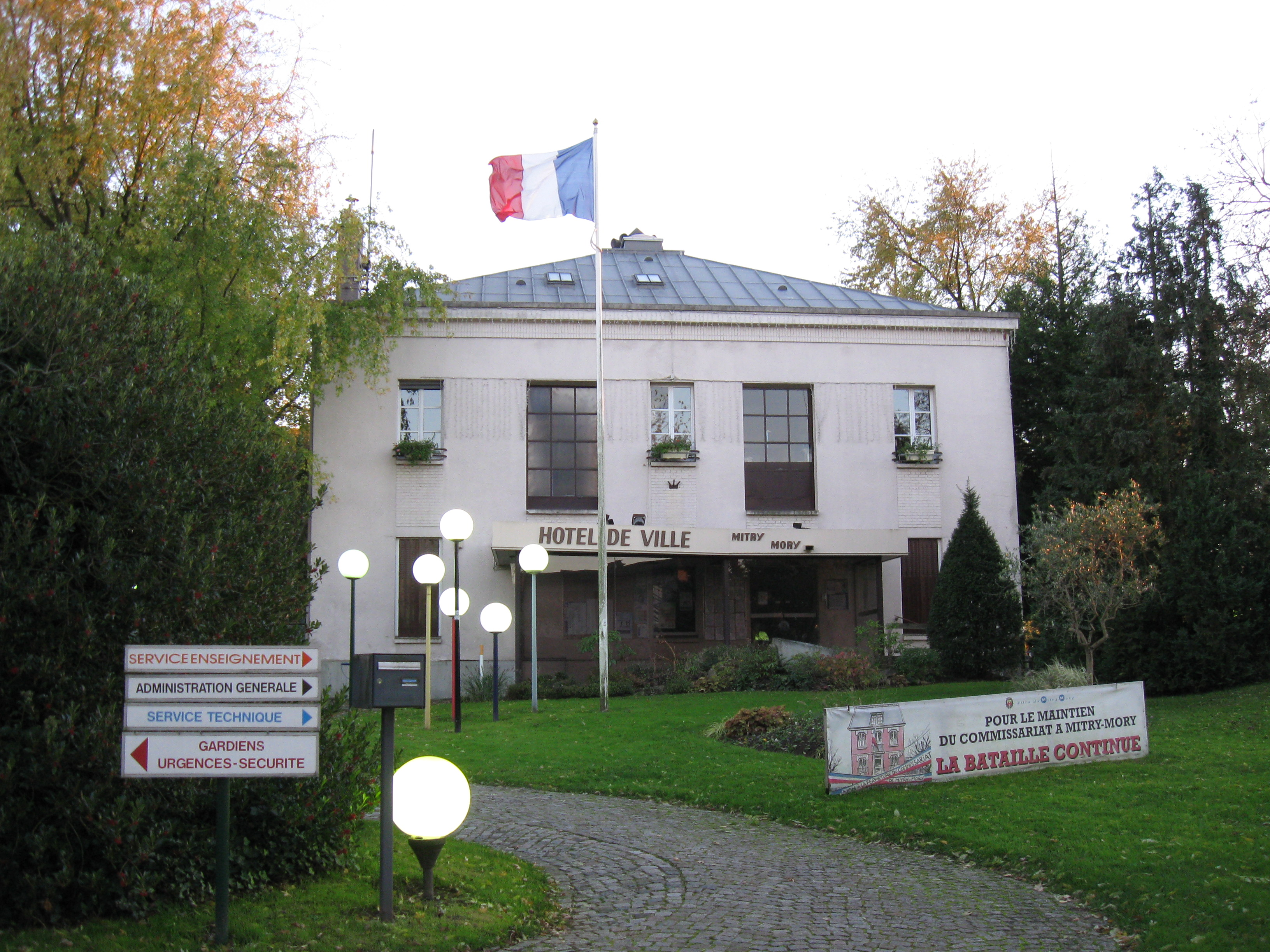
米特里-莫里市政厅

米特里-莫里的现任市长为夏洛特·布朗迪奥-法里德女士（Charlotte Blandiot-Faride），她是法国共产党的一名成员，在2020年的市政选举中获得了59.08%的支持率。
| 米特里-莫里历届市长 | 米特里-莫里历届市长                              | 米特里-莫里历届市长 |
| 任期                | 市长                                             | 党派                |
| ------------------- | ------------------------------------------------ | ------------------- |
| 1945年－1950年      | Albert Semat 阿尔贝·塞马                         | PCF法国共产党       |
| 1950年－1971年      | André Carrez 安德烈·卡雷                         | PCF法国共产党       |
| 1971年－1991年      | Noël Fraboulet 诺埃尔·弗拉布莱                   | PCF法国共产党       |
| 1991年－2005年      | Jean-Pierre Bontoux 让-皮埃尔·邦图               | PCF法国共产党       |
| 2005年－2015年      | Corinne Dupont 科里娜·迪蓬                       | PCF法国共产党       |
| 2015年－            | Charlotte Blandiot-Faride 夏洛特·布朗迪奥-法里德 | PCF法国共产党       |

### 各级选举
| 米特里-莫里历届投票选举结果 | 米特里-莫里历届投票选举结果 | 米特里-莫里历届投票选举结果 | 米特里-莫里历届投票选举结果 | 米特里-莫里历届投票选举结果         | 米特里-莫里历届投票选举结果 | 米特里-莫里历届投票选举结果 | 米特里-莫里历届投票选举结果         | 米特里-莫里历届投票选举结果 | 米特里-莫里历届投票选举结果 |
| 选举项目                    | 选举范围                    | 选区单位                    | 选举结果                    | 选举结果                            | 选举结果                    | 选举结果                    | 选举结果                            | 选举结果                    | 参考资料                    |
| 选举项目                    | 选举范围                    | 选区单位                    | 第一轮胜出者                | 第一轮胜出者                        | 支持率                      | 第二轮胜出者                | 第二轮胜出者                        | 支持率                      | 参考资料                    |
| --------------------------- | --------------------------- | --------------------------- | --------------------------- | ----------------------------------- | --------------------------- | --------------------------- | ----------------------------------- | --------------------------- | --------------------------- |
| 2017年法國總統選舉          | 法國                        | 市镇                        |                             | 让-吕克·梅朗雄                      | 30.64%                      |                             | 埃马纽埃尔·马克龙                   | 61.88%                      | [ 23 ]                      |
| 2017年法国立法选举          | 塞纳-马恩省第七选区         | 市镇                        |                             | 玛利亚娜·马尔加泰                   | 26.44%                      |                             | 罗德里格·科库昂多                   | 58.65%                      | [ 23 ]                      |
| 2019年欧洲议会选举          | 法國                        | 市镇                        |                             | Prenez le Pouvoir                   | 26.5%                       | （不适用）                  | （不适用）                          | （不适用）                  | [ 23 ]                      |
| 2021年法国省级选举          | 塞纳-马恩省                 | 县                          |                             | 安东尼·格拉塔科斯 玛利亚娜·马尔加泰 | 31.17%                      |                             | 安东尼·格拉塔科斯 玛利亚娜·马尔加泰 | 41.22%                      | [ 24 ]                      |
| 2021年法国省级选举          | 塞纳-马恩省                 | 市镇                        |                             | 安东尼·格拉塔科斯 玛利亚娜·马尔加泰 | 54.54%                      |                             | 安东尼·格拉塔科斯 玛利亚娜·马尔加泰 | 70.04%                      | [ 24 ]                      |
| 2021年法国大区选举          | 法蘭西島大區                | 市镇                        |                             | 克莱门蒂娜·奥坦                     | 28.24%                      |                             | 朱利安·巴尤                         | 45.58%                      | [ 25 ]                      |

## 人口
2018年，米特里-莫里市镇人口数量为20,353，在法国排名第461位。其中男性9,900人，女性10,453人，75岁及以上人口占4.8%，外籍人口数量为4,643人，人口密度为680人/平方公里，当地居民被称为（男性）或（女性）。2019年，米特里-莫里境内出生288人，死亡人口128人。
| 米特里-莫里1901年－2019年人口变化情况 |
|                                       |
| 数据来源：Cassini、INSEE              |

## 经济

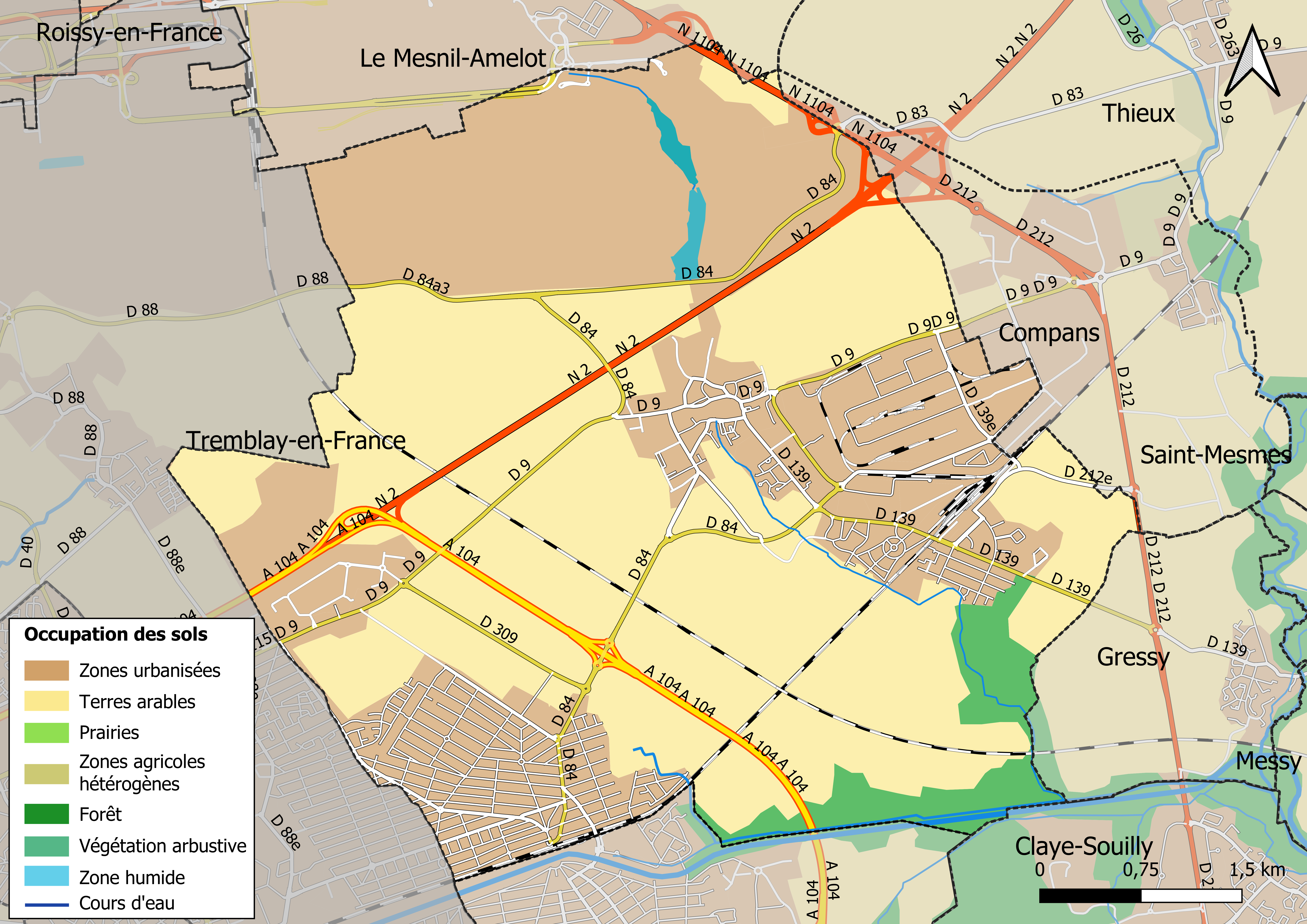
米特里-莫里土地利用情况地图

米特里-莫里是巴黎的一个郊区卫星城。截止2022年2月，米特里-莫里市镇范围内共有各类用人单位（包含自雇）2,368家，平均历史为12年，其中97.64%为中小型企业（PME）。（水果加工）、（汽车销售）及（商业设备销售）是当地2020年营业额最高的三个企业，分别为109,123,218欧元、86,476,294欧元和64,859,140欧元。

## 财政与居民收入
2020年，米特里-莫里的财政收入总额为39,335,300欧元，财政支出总额为34,330,000欧元，当年的债务总额为32,868,200欧元。2021年，米特里-莫里共获得235,604欧元的国家财政补助，比上一年增加了5.61%。
2019年，米特里-莫里的人均月收入总额为2,369欧元，其中高级职员为3,708欧元，低于法国平均水平（4,230欧元）；中级职员为2,508欧元，高于法国平均水平（2,411欧元）；普通职员为1,891欧元，高于法国平均水平（1,740欧元）。
2018年，米特里-莫里境内的青壮年（15至64岁）失业率为12.2%，当地53.2%的家庭拥有纳税资格，平均纳税2,682欧元，低于法国平均水平（3,910欧元）。

## 社会事务

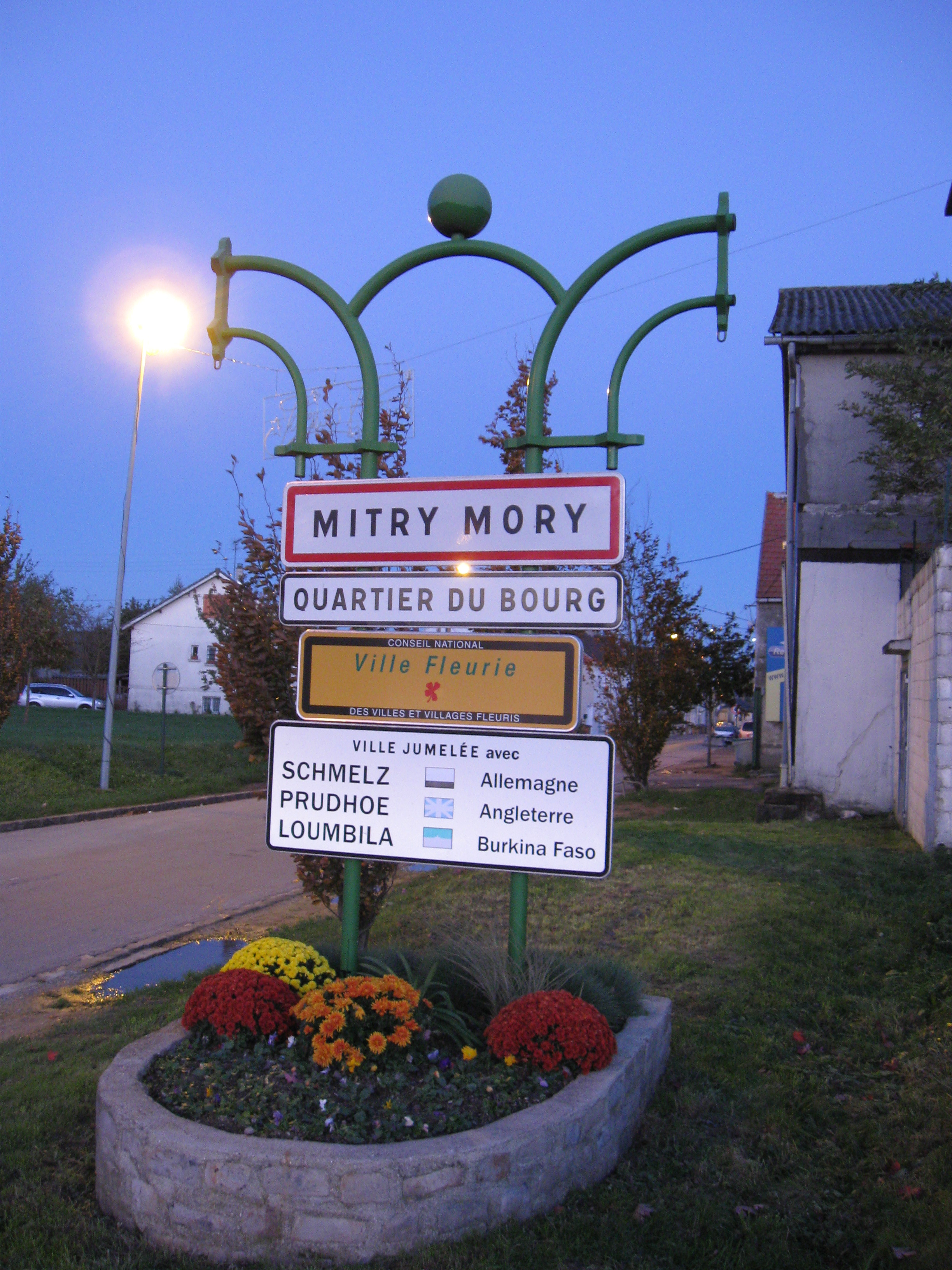
米特里-莫里的路牌

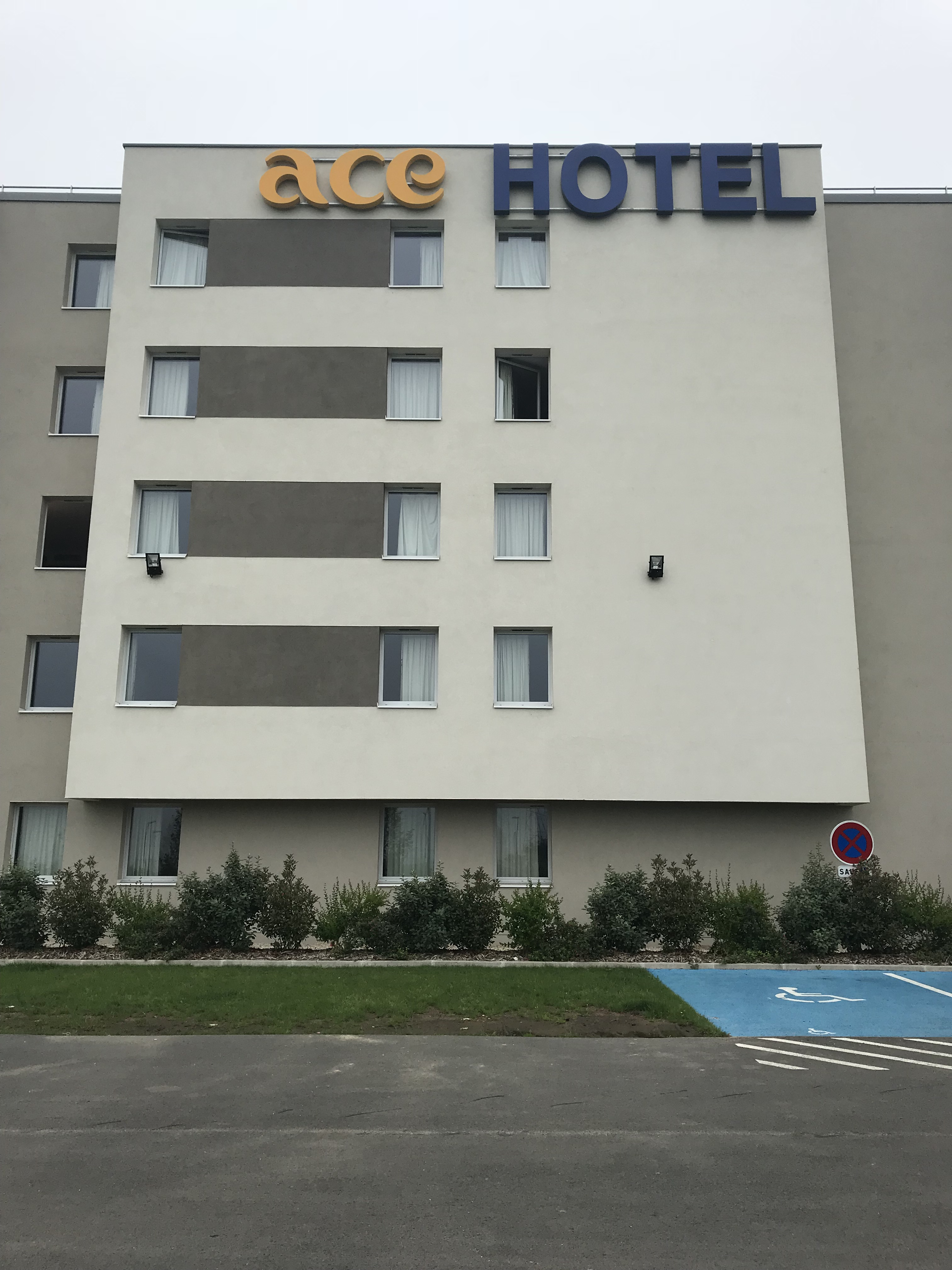
米特里-莫里的一家酒店

### 教育
米特里-莫里属于克雷泰伊学区。截止2020年1月1日，米特里-莫里境内共有7所幼儿园、7所小学、2所初级中学和1所普通高中。2018至2019学年度，米特里-莫里境内共有在校中等教育阶段学生2,379名。

### 医疗
截止2020年1月1日，米特里-莫里境内共有全科医生6名、保健师6名、牙医6名、护士9名、眼科医生1名和皮肤科医生1名。境内共有药房5家、养老院1家、残疾人帮扶中心2家。
距离米特里-莫里最近的区域性医疗机构为罗贝尔·巴朗热市际中心医院，其主病区位于欧奈苏布瓦，距离米特里-莫里市区的正常车程约15分钟，该院设有床位715个，是当地规模最大的公立综合性医院。

### 住房
2018年，米特里-莫里境内共有各类住房7,859套，其中64.2%为独立式居民区，35.5%为集中式居民区。常住房屋占米特里-莫里市镇范围内居民建筑总量的93.0%。
在住房保障政策方面，2020年，米特里-莫里境内共有1,358户家庭获得了住房经济补助，受益人数占总人口数量的6.7%，其中1,224份为房租补助。

### 商业
2019年，米特里-莫里境内共有各类实体商铺533家，其中餐厅59家、大型超市3家、杂货店9家、面包房11家、肉铺10家、书店4家、银行门店6家、美容美发店30家、汽车维修店38家。市区内建有Intermarché和Lidl购物超市。

### 体育
2020年，米特里-莫里境内共有1家游泳池、3间体育馆、2处足球或橄榄球场以及3处篮球或排球场。
截至2022年2月，米特里-莫里境内共有两家注册足球俱乐部。米特里-莫里足球俱乐部（Mitry Mory Football，编号548939）是当地的代表性足球队，其主队2021至2022赛季参加法兰西岛大区足球联赛乙组（法国第七级别），其主场为朱尔·拉杜梅格球场（Stade Jules Ladoumègue）。

### 环境
米特里-莫里的环境事务由其所属的鲁瓦西法兰西地区城市圈公共社区负责。2019年，米特里-莫里境内共有1家污染企业。

### 治安
2019年，米特里-莫里市镇范围内有1处派出所。
米特里-莫里所在地是维勒帕里西警区的管辖范围。2020年，该警区辖区内共17个市镇累计发生各类案件5,250起，其中盗窃类案件2,946起，经济类案件735起，毒品交易类案件338起。

## 文化
2020年，米特里-莫里境内共有1家电影院和2家音乐厅。米特里-莫里市政府建有乔治·布拉桑斯多媒体中心（Médiathèque Georges Brassens），向公众开放。

### 建筑
米特里-莫里境内有多处历史建筑，其中米特里-莫里圣马丁教堂是法国国家文物保护单位，因其收藏有一把制作于17世纪的管风琴而闻名。

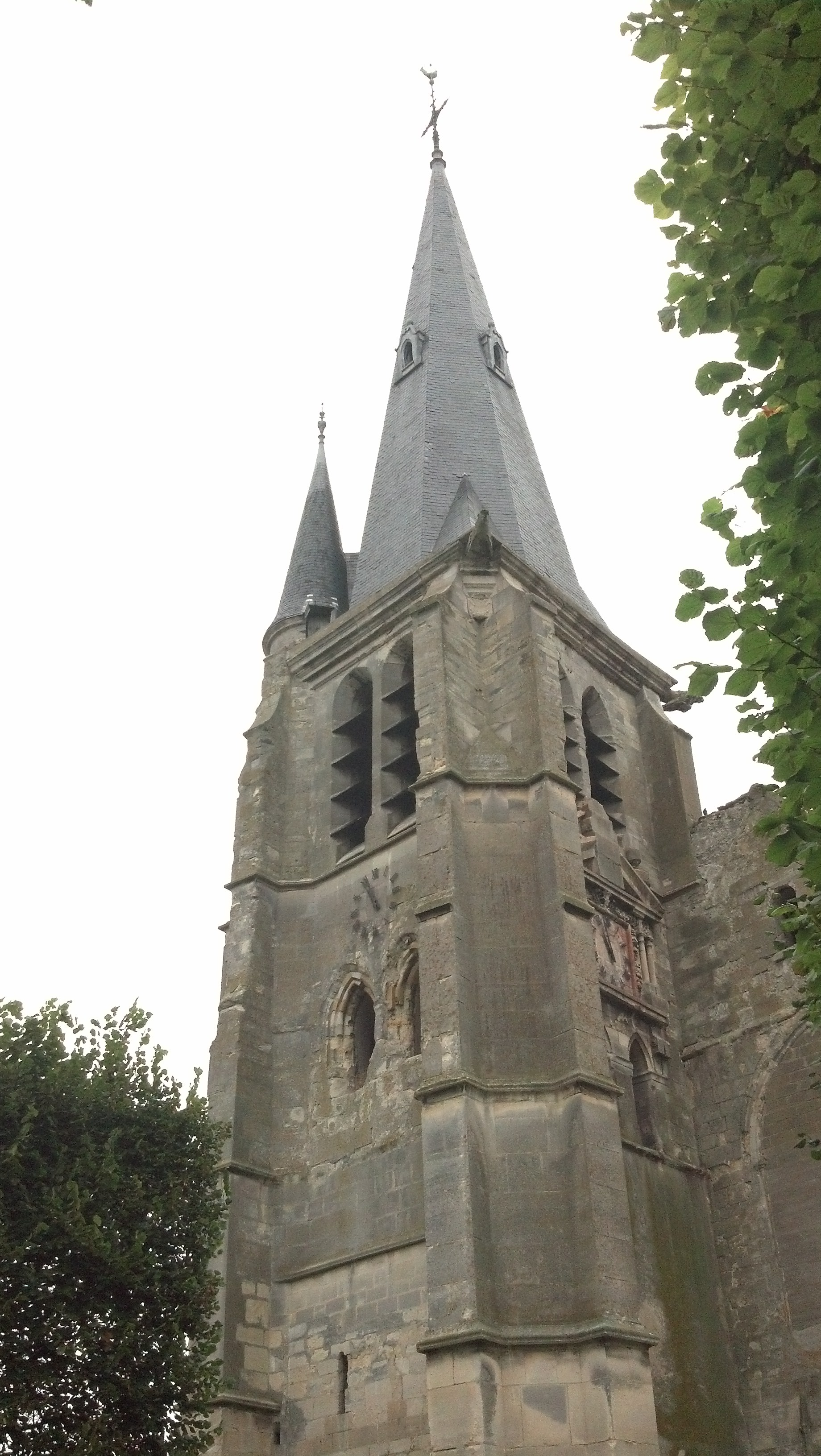
圣马丁教堂（法语：Église Saint-Martin de Mitry-Mory）
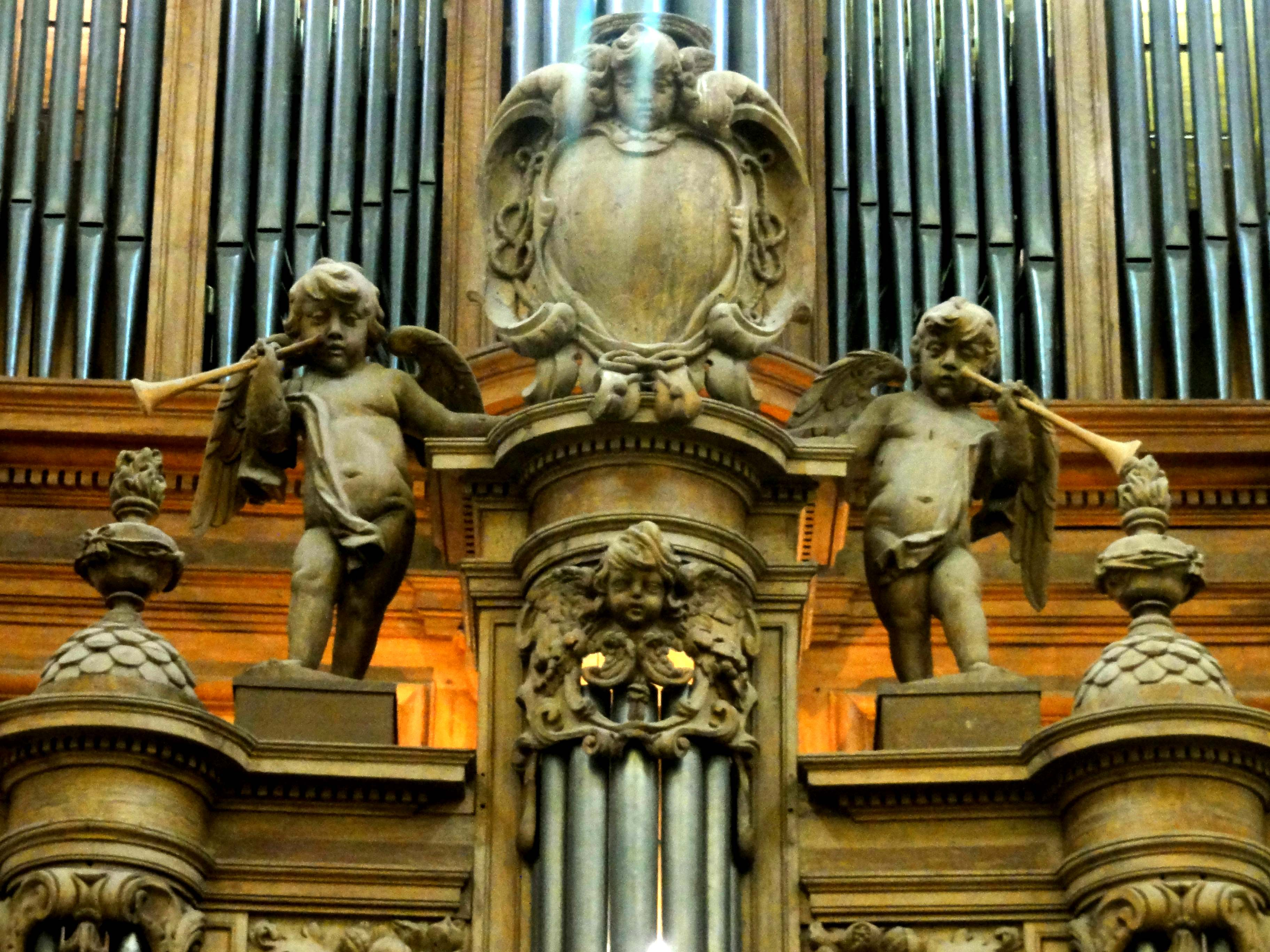
管风琴（法语：Orgue de l'église Saint-Martin de Mitry-Mory）
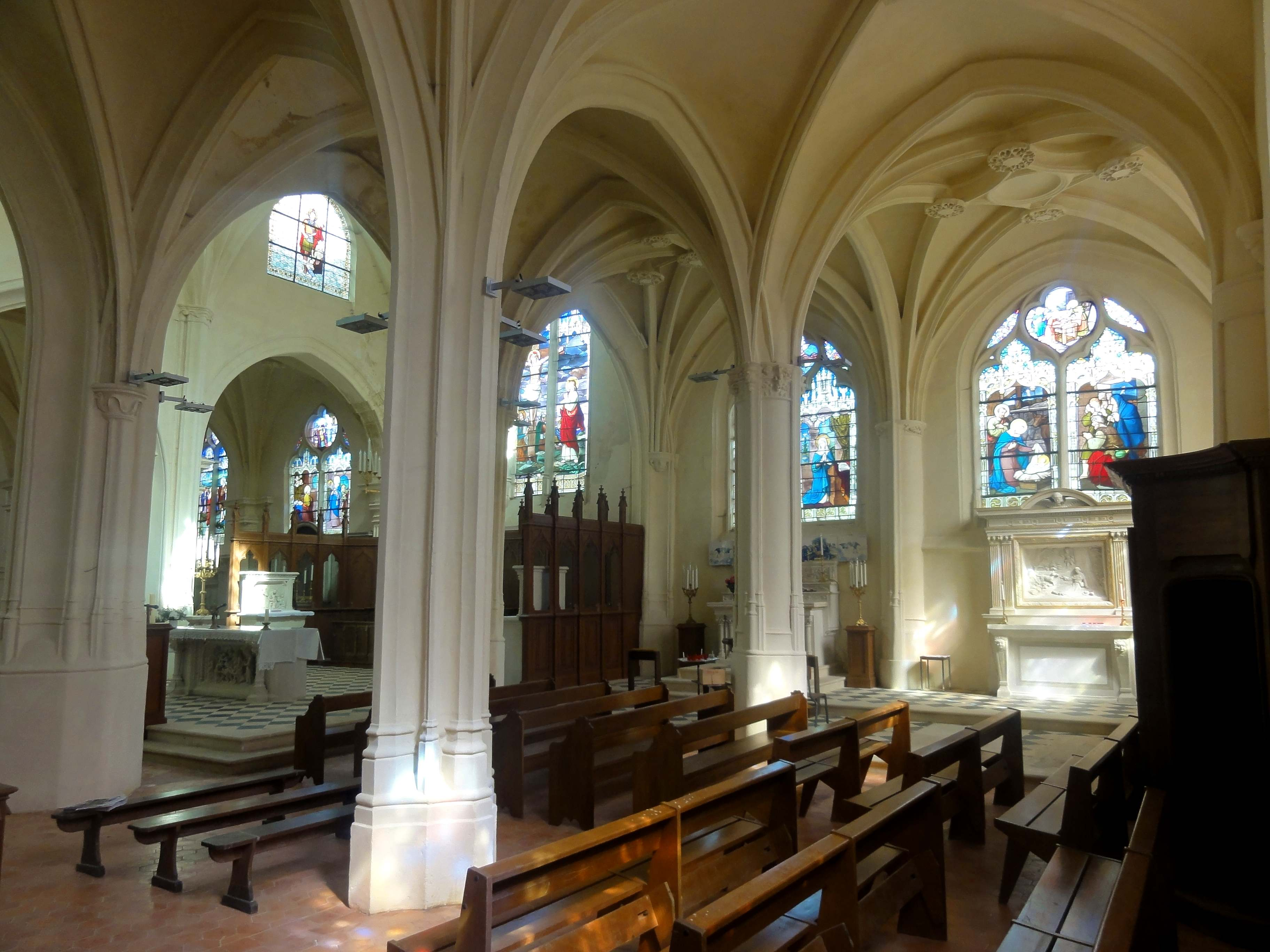
教堂大厅
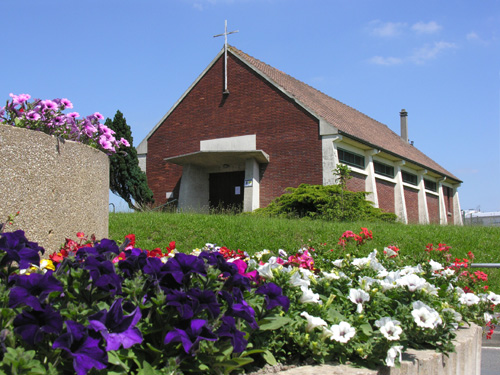
圣泰雷斯小教堂
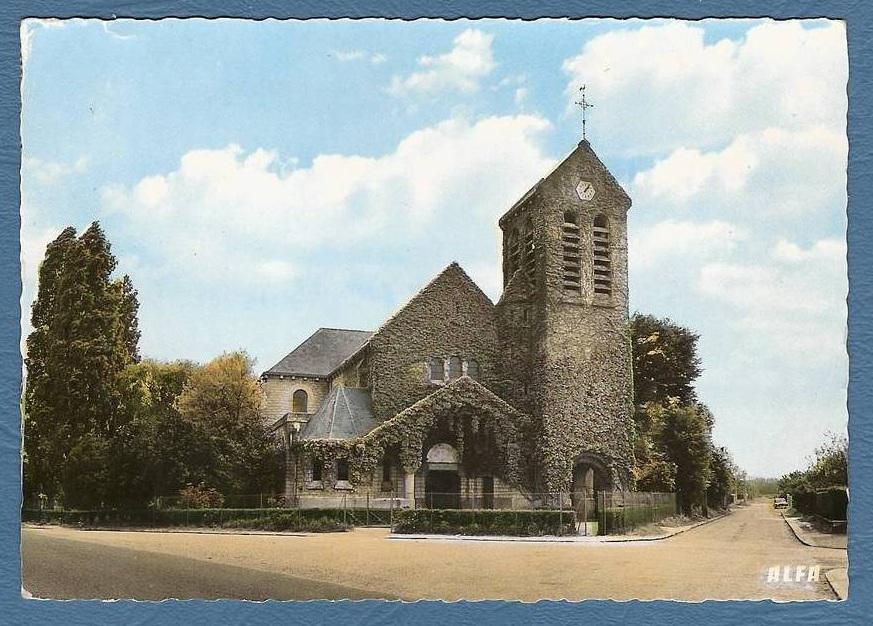
圣灵圣母教堂（法语：Église Notre-Dame-des-Saints-Anges de Mitry-Mory）
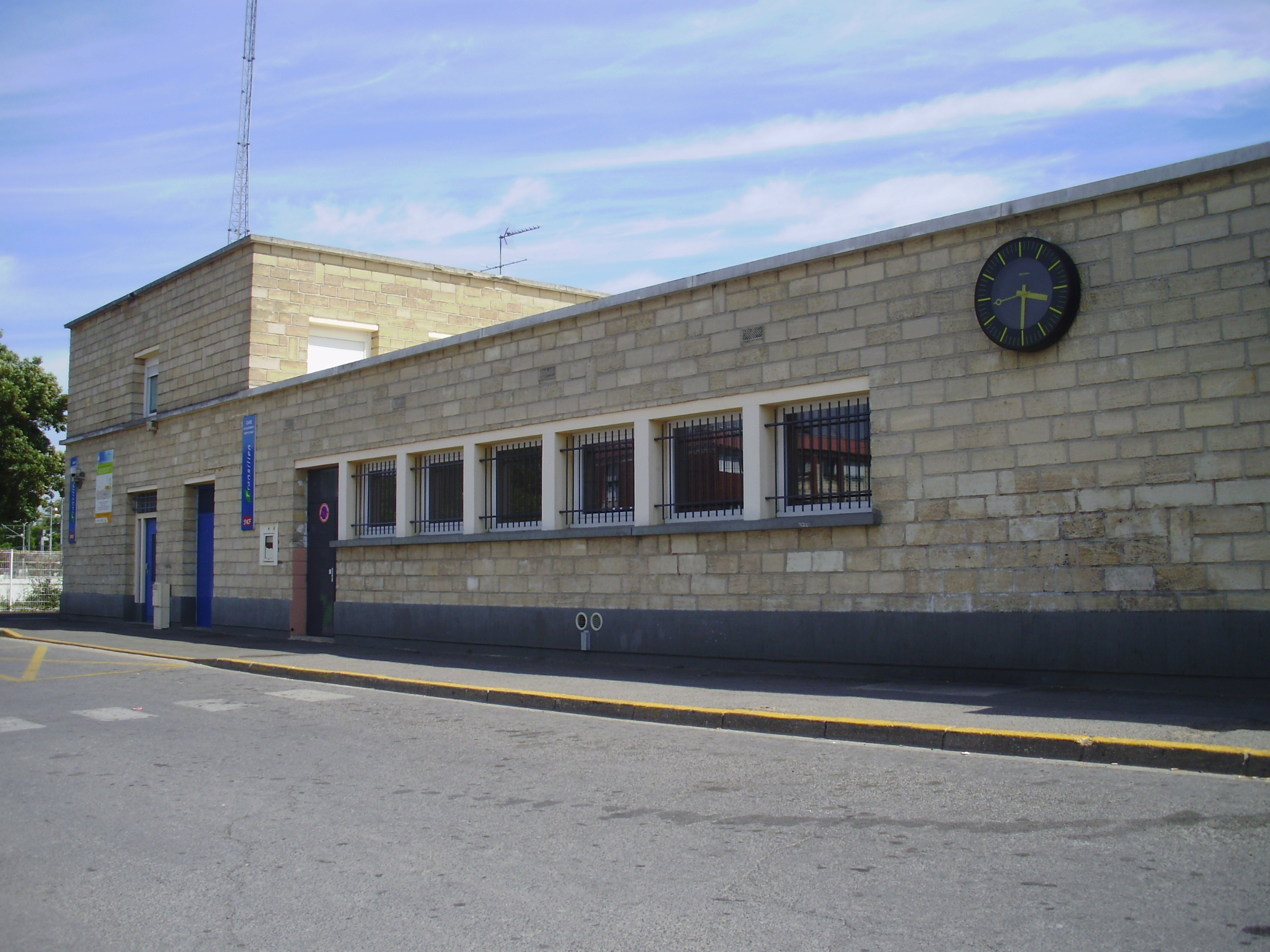
新米特里火车站
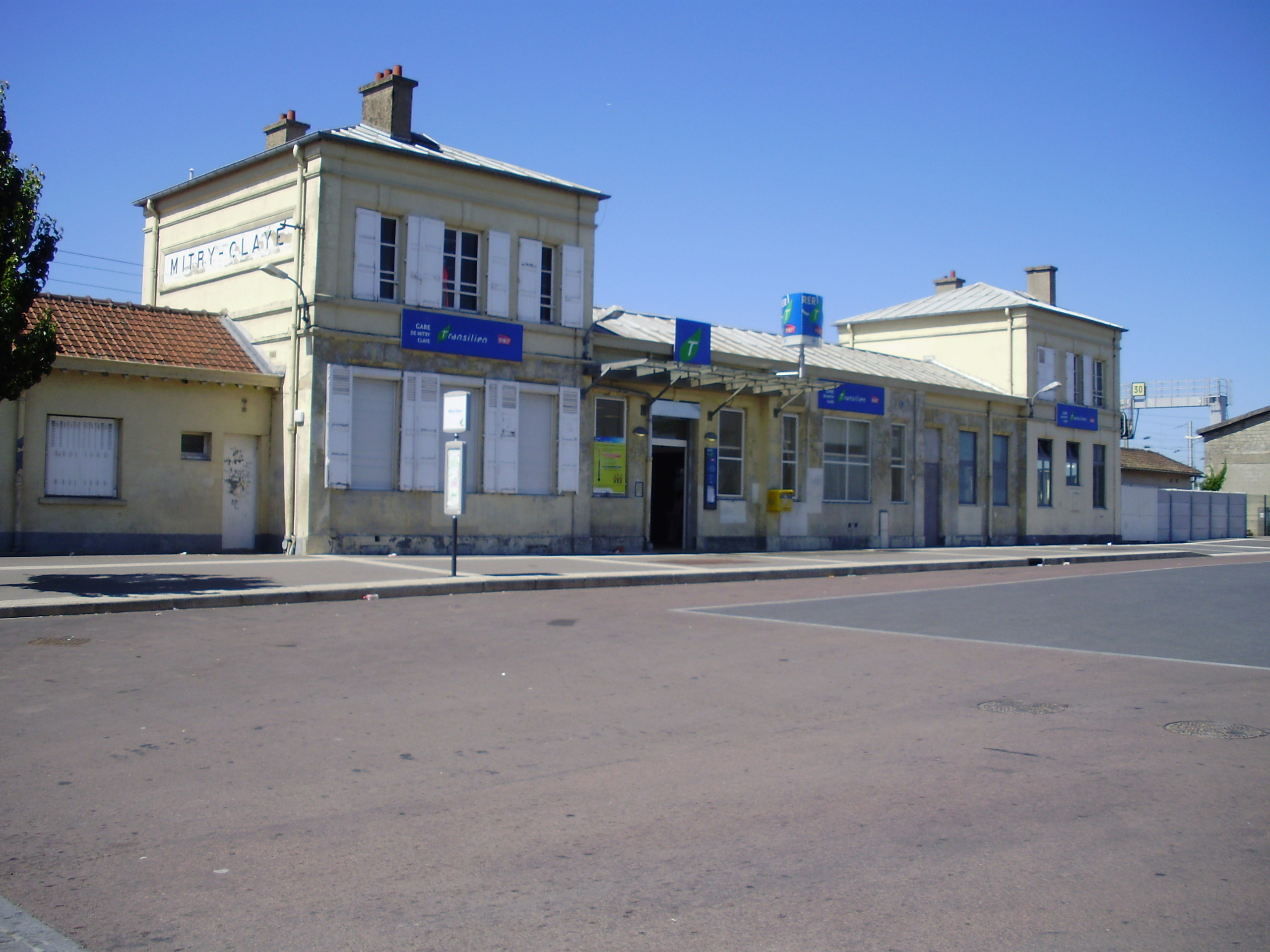
米特里-克莱火车站

### 旅游
米特里-莫里的旅游事务由其所属的鲁瓦西法兰西地区城市圈公共社区负责。2021年，米特里-莫里境内共有1家酒店共计80间房间。

### 媒体
法国主要的媒体均可在米特里-莫里接收，法国电视三台下属的法兰西岛大区频道在部分时段播出米特里-莫里所属的塞纳-马恩省的地方新闻。

## 友好城市
截至2022年2月，米特里-莫里共与三座城市互为友好城市关系：
- 德国 施梅尔茨
- 英格兰 Prudhoe
- 布吉納法索 Loumbila